# Édson Boaro
Édson Boaro (São José do Rio Pardo, 3 luglio 1959) è un ex calciatore brasiliano, di ruolo difensore.

## Palmarès

### Nazionale
- Giochi panamericani: 1

San Juan 1979